# فرانك أميوت
فرانك أميوت هو راكب الكنو كندي، ولد في 14 سبتمبر 1904 في Thornhill, Ontario ‏ في كندا، وتوفي في 21 نوفمبر 1962 في أوتاوا في كندا بسبب سرطان.

## وصلات خارجية
- فرانك أميوت على موقع أوليمبيديا (الإنجليزية)
- فرانك أميوت على موقع اللجنة الأولمبية الكندية (الإنجليزية)
- فرانك أميوت على موقع قاعة كندا للمشاهير الرياضية (الإنجليزية)